# Coelioxys funeraria
Coelioxys funeraria är en biart som beskrevs av Smith 1854. Coelioxys funeraria ingår i släktet kägelbin, och familjen buksamlarbin. Inga underarter finns listade i Catalogue of Life.